# Jøkelbugten
Jøkelbugten is een grote baai in Nationaal park Noordoost-Groenland in het oosten van Groenland.

## Geografie
De baai heeft noord-zuid een lengte van meer dan 140 kilometer en een breedte variërend rond de 40 kilometer. 
In het westen wordt de baai begrensd door het Hertogen van Orléansland en in het oosten door tal van kleinere eilanden, waaronder de Norske-eilanden, de Franske-eilanden en de Danske-eilanden.
Ten noorden van de baai liggen het Lambertland, de gletsjer Zachariae Isstrom en het eiland Schnauder Ø. In het zuiden liggen het schiereiland Nordmarken, het eiland Gamma Ø en Søndermarken. In het zuidwesten heeft de Jøkelbugten een langgerekte baai waar aan het uiteinde de Kofoed-Hansengletsjer uitmondt in de baai. Vanuit het westen monden meerdere kleinere gletsjers de baai in, waaronder de Gammel Hellerupgletsjer en de Blæsegletsjer.
Ten oosten van de baai ligt het eiland Île de France.
De eerstvolgende grote baai ligt op ongeveer 50 kilometer naar het zuiden met de Skærfjorden.